# Triclisia saeleuxii
Triclisia saeleuxii là một loài thực vật có hoa trong họ Biển bức cát. Loài này được (Pierre) Diels miêu tả khoa học đầu tiên năm 1910.